# Mapsidius
Mapsidius é um gênero de traça pertencente à família Agonoxenidae.